# Eiringhausen
Eiringhausen is een plaats in de Duitse gemeente Plettenberg, deelstaat Noordrijn-Westfalen, en telt 4900 inwoners (2007).

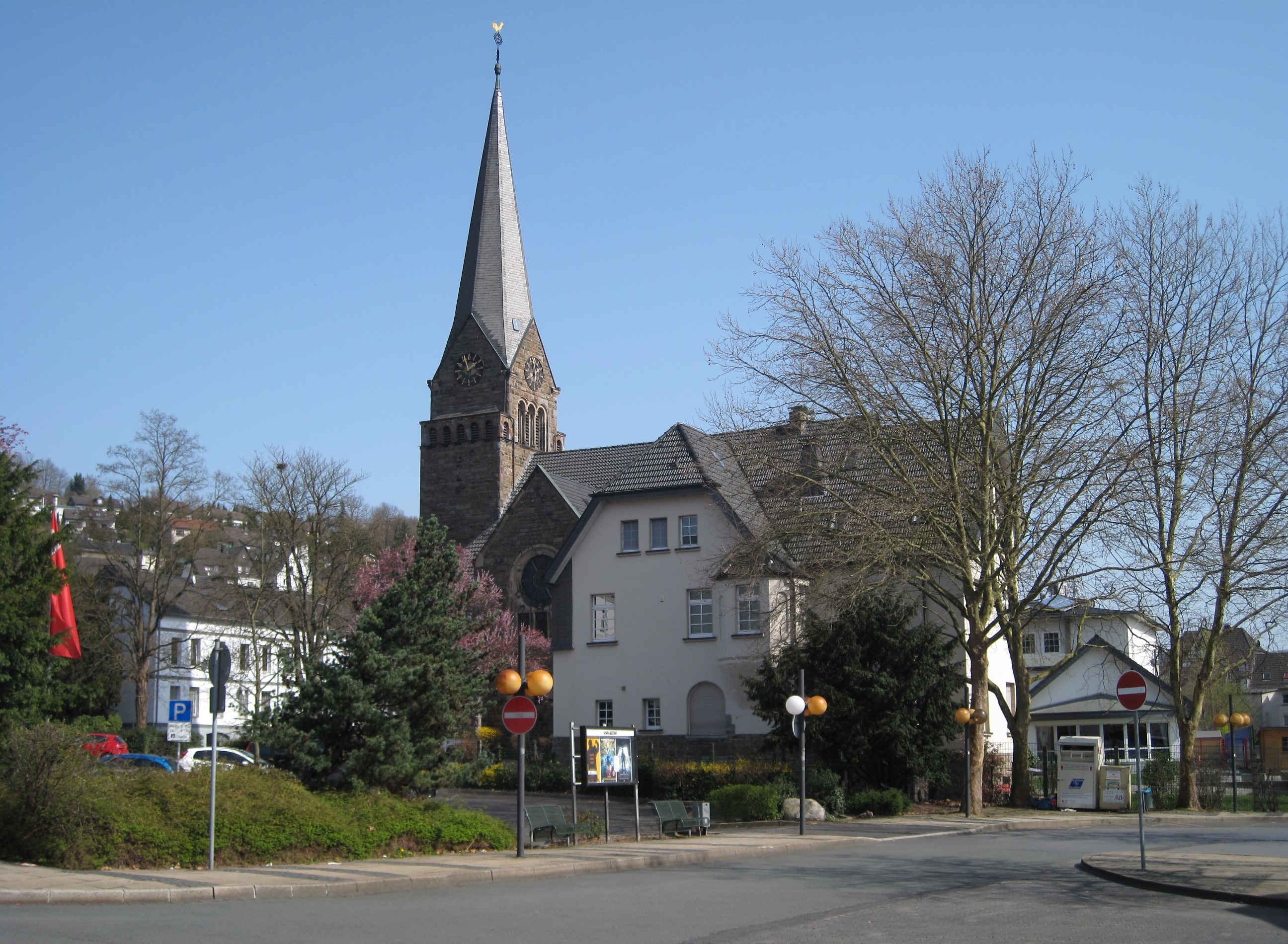
Kerk

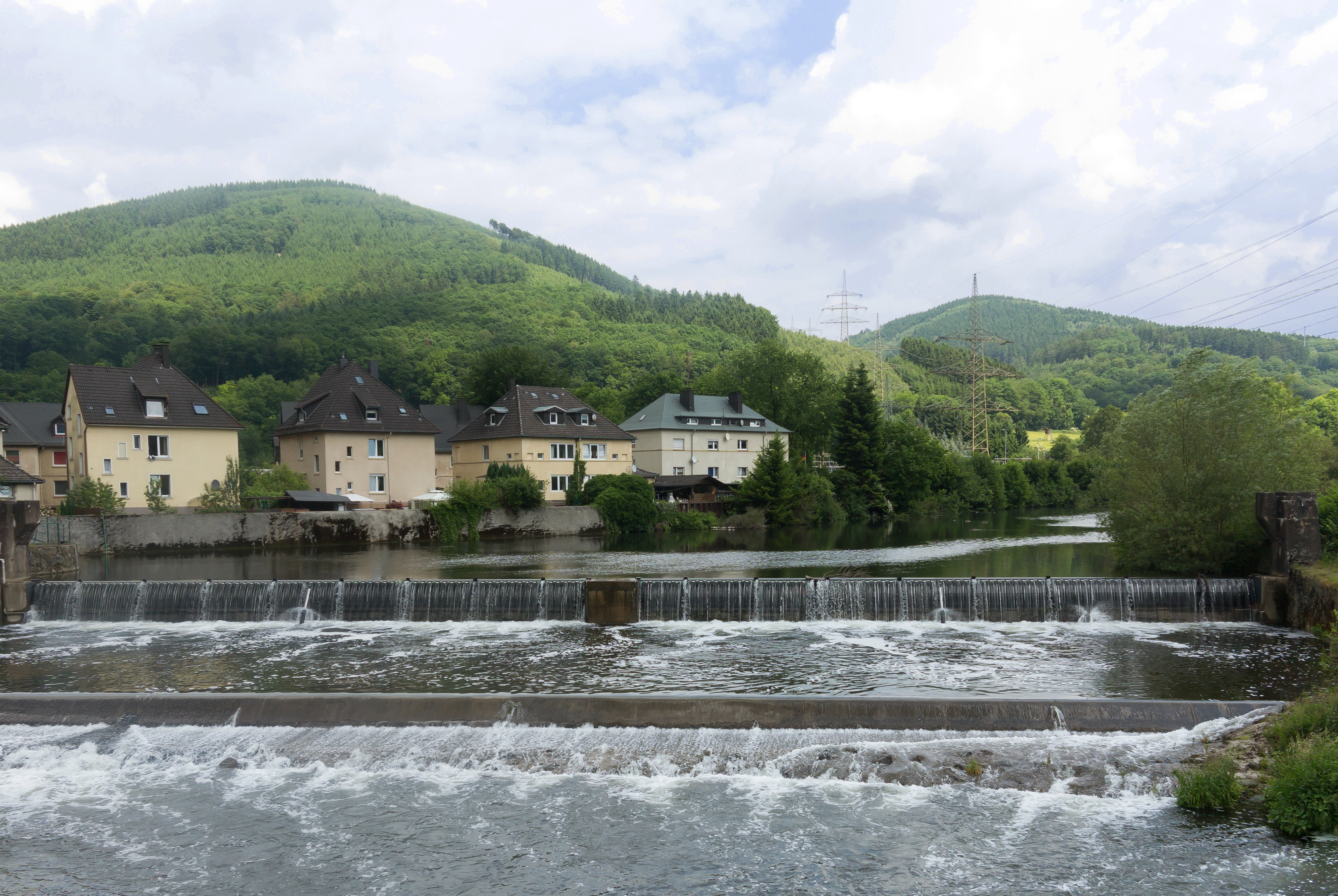
Stuw van de Lenne